# This Fire
This Fire släpptes som singel av den brittiska indierockgruppen Franz Ferdinand den 12 november 2004. Den släpptes som en "download-only" singel och finns tillgänglig på bandets officiella webbplats. Singeln blev inte lika framgångsrik som de föregående, men blev välspelad på radio.
This Fire är en omgjord version av låten This Fire på debutalbumet och singeln har identiska B-sidor med föregående singel Michael.

## Låtlista
1. This Fire
2. Love And Destroy
3. Missing You